# IC 3118
IC 3118 је галаксија у сазвјежђу Дјевица која се налази на листи објеката дубоког неба у Индекс каталогу.
Деклинација објекта је + 9° 30' 1" а ректасцензија 12h 18m 11,1s. Привидна величина (магнитуда) објекта IC 3118 износи 14,0 а фотографска магнитуда 14,6. IC 3118 је још познат и под ознакама UGC 7339, MCG 2-31-83, CGCG 69-135, VCC 275, PGC 39503.